# Hivai Népi Szovjetköztársaság
A Hivai Népi Szovjetköztársaság (üzbégül: Xorazm Xalq Shoʻro Jumhuriyati; oroszul: Хорезмская Народная Советская Республика) a Hivai Kánság kommunista berendezkedésű utódállama volt 1920-tól, amikor az utolsó kán lemondott és az első Kurultaj (népgyűlés) eltörölte a monarchiát. 1920. április 26-án  véglegesítették a kommunista többséggel bíró köztársasági államformát. 1923. október 20-án a köztársaság hivatalos elnevezését Hivai Szocialista Szovjetköztársaságra módosították (oroszul: Хорезмская ССР).
1924. október 27-én a Hivai SZSZK-t eltörölték és helyén nemzetiségi igények szerint létrehozták a Türkmén Szovjet Szocialista Köztársaságot, az Üzbég Szovjet Szocialista Köztársaságot, valamint több északi terület az Oroszországi Szovjet Szövetségi Szocialista Köztársasághoz került.

## Politika
A Forradalmi Bizottság elnöke
1. Hoji Pahlavon Nijoz Juszuf (1920. február 2. – 1920. március)

Az ideiglenes kormány elnöke
1. Jumanijoz Szulton Muradogli (1920. március – 1920. április 30.)

A Népi Képviselőház Közgyűlésének elnökei
1. Hoji Pahlavon Nijoz Juszuf (1920. április 30 – 1921. március 6.)
2. Kocs Korogli (1921. március 6 – 1921. május 15.)
3. Kudojbergan Divanogli (1921. május 15. – 1921. május 23.)

A Központi Végrehajtó Bizottság elnökei
1. Mulla Nozir (1921. május 15. – 1921. június)
2. Allabergan (1921. június – 1921. szeptember)
3. Ata Makszum Madrahimogli (1921. szeptember – 1921. november 27.)
4. Dzsangibaj Murodogli (1921. november 27. – 1922. június 23.)
5. Abdulla Abduramon Khodzsaogli (1922. június 23. – 1923. október 20.)
6. K. Szafarogli (1923. október 20. – 1924)
7. Szultonkari Dzsumanijoz (1924)
8. Temurkhodzsa Dzsaminogli (1924 – 1925. február 17.)

## Földrajz és népesség
A Hivai Népi Szovjetköztársaságot északon, délen és nyugaton rövid ideig az Oroszországi Szovjet Szocialista Szövetségi Köztársasággal, majd a Kirgiz Autonóm Szovjet Szocialista Köztársasággal pedig keleten pedig a Buharai Népi Szovjetköztársasággal volt határos. Emellett az Aral-tó is mosta a mainál sokkal hosszabb partszakaszát az országnak. A területe 62 200 négyzetkilométer, lakossága 600 000 fő volt, főleg üzbégek (62,5%), türkmének (28,6%), kazahok (3,5%) és a karakalpakok (3,0%) lakták a vidéket. Fővárosa Hiva volt, amely ma Üzbegisztánhoz tartozik.

## Zászlaja

1920
1920 – 1921
1921 – 1923
1923 – 1924
1924 – 1925